# 삼지연못가역
삼지연못가역(三池淵못가驛)은 조선민주주의인민공화국 량강도 삼지연시에 위치한 삼지연선의 철도역이다. "못가"는 고유어이며, 한자표기는 존재하지 않는다.

## 참고 문헌
- 고쿠부 하야토(国分隼人), 《장군님의 철도-북조선 철도사정》, 新潮社, 2007, ISBN 978-4-10-303731-6